# NGC 5183
NGC 5183 (другие обозначения — UGC 8485, MCG 0-34-39, ZWG 16.79, KCPG 378A, IRAS13275-0127, PGC 47432) — спиральная галактика (Sb) в созвездии Дева.
Этот объект входит в число перечисленных в оригинальной редакции «Нового общего каталога».